# Muraltia occidentalis
Muraltia occidentalis är en jungfrulinsväxtart som beskrevs av Margaret Rutherford Bryan Levyns. Muraltia occidentalis ingår i släktet Muraltia och familjen jungfrulinsväxter. Inga underarter finns listade i Catalogue of Life.